# Бірюков Михайло Олексійович
Михайло Олексійович Бірюко́в (справжнє прізвище — Бірю́к; псевдоніми Купріян Диндря, Ол. Вовченко, Зенон Паприка) нар. 14 жовтня 1903, Новосвітлівка — пом. 1 лютого 1966, Львів) — український радянський письменник, журналіст, літературний критик; член Спілки письменників України з 1934 року.

## Біографія
Народився 1 [14] жовтня 1903 року в селі Новосвітлівці Слов'яносербського повіту Катеринославської губернії (нині селище міського типу Луганського району Луганської області) в робітничій родині.
1919 року закінчив вище початкове училище у Таганрозі, працював на  Таганрозькому котельному заводі. Згодом деякий час працював актором. У 1923-1926 рр. проходив службу в Червоній армії, після демобілізації працював в органах Державного політичного управління. Тоді ж почав писати кореспонденції, фейлетони, вірші, інсценізації, дописував до газет і журналів. З 1928 року працював у редакції газети «Вісті ВУЦВК», у журналах «Всесвіт» і «Весела бригада»,  завідувачем редакційно-видавничого бюро Харківського 
Палацу піонерів, інспектором театрів Харківського обласного відділу у справах мистецтв. 
Брав участь у німецько-радянській війні, був воєнним кореспондентом фронтової газети військового корпусу, брав участь в обороні Харкова, вигнанні нацистських окупантів з України, їх розгромі на території Німеччини. Був нагороджений бойовими орденами та медалями. Член ВКП(б) з 1944 року.
Після війни очолював відділ прози, був відповідальним секретарем та заступником головного редактора журналу Радянський Львів, спеціальним кореспондентом газет «Вільна Україна» та «Львовская правда». Тривалий час керував відділом сатири та гумору в газеті »Вільна Україна».
Помер у Львові 1 лютого 1966 року.

## Творчість
Писати почав з 1924 p. У творчому доробку  М. Бірюкова — вірші, оповідання, нариси, фейлетони, драматичні етюди, які друкувалися на шпальтах республіканських і обласних журналів та газет. Перше оповідання «Низова» надруковане в газеті «Вісті ВУЦВК» у 1928 p.
У 1930-х роках в Харкові та Києві опублікував збірки віршів «Збірка поезій» (1931), «Дайош пролетарський мажор. Ритміка» (1932), п’єси «Робітфаківець» (1929), »Анна Яворенко» (1935).
З 1946 р. М. Бірюков пише головно нариси, оповідання та п’єси на тему «соціалістичного перетворення» на західноукраїнських землях. Окремими виданнями вийшли нариси «Неспокійна людина» (1947), «Купчани» (1948). Випустив у львівських видавництвах кілька збірок оповідань: «Ясніє день» (1949), «Дві долі» (1953), «Моя красуня» (1958), збірку нарисів «Пробуджені сили» (1952), Створив цикл нарисів «Косівські різьбярі» (1954, 1960), присвячений історії художнього різьбярства, працівникам артілі художніх промислів «Гуцульщина». Зокрема нарис циклу «Вісімнадцятий син» розповідає про життя родоначальника родини різьбярів Гуцульщини Юрка Шкрібляка.
В царині драматургії М. Бірюков творив п'єси драматичного та комедійного жанрів. Драма «На високій полонині», над якою автор працював у 1950-1951 роках (опублікована у 1953 р., друга редакція — 1959) змальовує нібито позитивні зміни, які сталися в житті гуцулів під впливом колгоспного ладу, про «підступні» на думку автора, дії його ворогів. У комедіях «Золоті верби» (1946), „Інтелігентна людина“ (інсценізація власного оповідання 1949 р.), «Солдат повернувся додому» (1958-1961) М. Бірюков створив гострі комедійні ситуації, в основу яких було покладено проблему «соціального конфлікту». Комедія «Солдат повернувся додому» була опублікована у Львові (1961) та Києві (1962) мала певний успіх у читачів та глядачів, у російському перекладі її  поставив Московський театр сатири під назвою »Яблуко розбрату» (1961). За сюжетом п'єси також знято фільм «Яблуко розбрату» (1962).
Бірюков писав також літературно-критичні статті та рецензії на театральні вистави, що виходили у Львові, перекладав твори та публікації з російської мови на українську.

### Твори, опубліковані в окремих та періодичних виданнях
- «Низова» (1928, оповідання);
- «Робітфаківець» (1929, п'єса);
- «Збірка поезій» (1931);
- «Дайош пролетарський мажор. Ритмика» (1932, збірка віршів);
- «Анна Яворенко» (1935, п'єса);
- «Золоті верби» 1946, п'єса, комедія);
- «Наш Кузьма» (1946, нарис);
- «Неспокійна людина» (1947);
- «Як Остап ішов на війну» (1947, нарис);
- «Купчани» (1948);
- «Мій брат Нураділов» (1948, оповідання);
- «Чоловік для Ірени» (1948, оповідання);
- Ясніє день (1949, збірка оповідань)[3]:
  - Інтелігентна професія
  - Один процент
  - Звичайна історія
  - У приймальні
  - Сестри
  - Марина
  - Бригадир
  - Стефанова мати
  - Моя красуня
  - Вірлівський кравчик
  - Ясніє день
  - Зміст;
- На високій полонині (1950-1951, п'єса, драма);
- «Пробуджені сили» (1952);
- «Дві долі» (1953);
- «Косівські різьбярі» (1954-1960, цикл нарисів)[4]:
  - Про що розповіла бирка
  - Вісімнадцятий син
  - Як пани хотіли
  - Майстер людських душ
  - Нащадок Кирила Савчука
  - Наш інженер
  - Новини у старій солеварні та ін.;
- «Вредна Мелашка» (1956-1961, оповідання);
- «Моя красуня» (1958, збірка оповідань);
- «Солдат повернувся додому» («Яблуко розбрату»)  (1958 -1961, п'єса, комедія).

Посмертно вибрані твори Михайла Бірюкова видані видавництвом «Каменяр» у 1971 році.

## Нагороди
Нагороджений:
- орденами Червоної Зірки (16 жовтня 1943), Вітчизняної війни 2 ступеня (18 березня 1945);
- медалями «За оборону Сталінграда», «За перемогу над Німеччиною»[2].